# Slaget ved Sedan
Slaget ved Sedan blev udkæmpet som en del af den Fransk-preussiske krig den 1. september, 1870. Det resulterede i et totalt fransk nederlag, da hele den tilbageværende hær overgav sig til de tyske styrker, 120.000 mand, heriblandt Frankrigs kejser Napoleon 3.. Slaget blev afgørende for hele krigens udfald til den tyske koalitions fordel, selvom kampene fortsatte under en ny fransk regering.
Den franske Châlons-armée på 120.000 mand, forsøgte under ledelse af Marskal Patrice Mac-Mahon at undsætte en anden fransk hær ved Metz, som var omringet af tyske tropper. For de nåede frem blev de imidlertid slået tilbage af tyskerne i slaget ved Beaumont. Senere stødte den preussiske 3. armé til under feltmarskal Helmuth von Moltke kommando til og sammen trængte de franskmændene tilbage til Sedan. Den franske kejser Napoleon 3. ledsagede sin egen hær, mens den preussiske konge Wilhelm sammen med Otto von Bismarck ledsagede den tyske. Kampen udviklede sig til et massivt omringelsesslag, hvor den franske øverstkommanderende Mac-Mahon blev såret, og derfor måtte overlade kommandoen til general Auguste-Alexandre Ducrot.

## Baggrund
Efter Marskal Bazaines nederlag ved Gravelotte var den franske rhinhær tvunget til at trække sig tilbage til Metz, hvor de blev belejret af mere end 150.000 preussiske tropper. Kejser Napoleon 3. oprettede derefter sammen med marskal Mac-Mahon en ny fransk hær, som skulle marchere mod Metz for at redde Bazaine. Napoleon 3. stillede sig personligt i spidsen for hæren ledsaget af Mac-Mahon. De fulgte en rute mod nordøst til den belgiske grænse for at undvige de preussiske styrker, før de vendte mod syd for at nå frem til Metz og slutte sig til Bazaines styrker.
Preusserne, under von Moltkes kommando, vendte imidlertid dette til deres egen fordel og fangede franskmændene i en knibtangsmanøvre. Den franske taktik var særdeles uklog, da preusserne adskillige gange havde udmanøvreret de franske tropper og vundet en række sejre i løbet af august 1870; desuden havde marchen tæret på de franske soldaters kræfter og efterladt begge flanker åbne. Moltke delte sin hær i to, efterlod den ene halvdel ved Metz og førte den anden mod nord, hvor de mødte franskmændene ved Beaumont den 30. august. Efter en hård kamp trak franskmændene sig tilbage til Sedan, for at hvile ud og få nye forsyninger.
Efter at have omgrupperet hæren i byen blev et mindre korps placeret for at forsinke den preussiske fremrykning, men det blev hurtigt isoleret af den preussiske hær der samlede sig ved byen. Franskmændene kunne pga. udmattelse ikke trække sig yderligere tilbage. Desuden manglede der ammunition. Bagtroppen tog opstilling ved fortet i Sedan og bakkerne og skoven ved Calvaire d'Illy.
Moltkes opfattelse af de franske troppers tilstand var mere optimistisk end den reelle situation; han mente at deres eneste mulighed for at redde bare en del af hæren var en fortsat tilbagetrækning. Derfor delte han sin hær i tre: én der skulle angribe franskmændene hvor de var; én der fortsatte fremrykningen for at fange en tilbagetrækkende hær; og en sidste der skulle holde flodbredden. Den franske hær var dog ude af stand til at flytte sig yderligere og måtte kæmpe hvor de stod. Det var derfor lykkedes preusserne at omringe franskmændene i Sedan.

## Slaget
Slaget blev åbnet da den franske Châlons-armé med 202 infanteribataljoner, 564 artillerikanoner og 80 kavalerieskadroner angreb den omringende preussiske 3. og Meuse-armé, der bestod af 222 infanteribataljoner, 774 artillerikanoner og 186 kavalerieskadroner. Napoleon 3. havde beordret Mac-Mahon at bryde ud af den tyske omringning, og det eneste sted, hvor det virkede muligt var ved byen La Moncelle, hvor flankerne var beskyttet af en befæstning. Preusserne valgte ligeledes La Moncelle som et sted, hvor de kunne etablere et indfald. Prins Georg af Sachsen blev sammen med det preussiske XI-korps tildelt denne opgave. General Baron von der Tann fik ordrer om samtidigt at angribe Bazeilles på den venstre flanke.
Dette førte til de første træfninger, hvor franske tropper havde barrikaderet gaderne i Bazeilles. Tann sendte en brigade over en pontonbro tidligt om morgenen, som mødte hård modstand og derfor kun vandt fodfæste i en lille del af byen. Senere ankom flere franske brigader. Fire timer senere nåede preussernes 8. division frem, og Tann besluttede at det var tid for et afgørende fremstød. Det havde ikke været muligt at føre kanoner med over Meuse før en time senere. Kampene spredte sig til hele den sydlige del af byen, og den 8. division blev nu sendt ind som forstærkning til de bayerske styrker i La Moncelle. Kampene her var begyndt to timer senere end i Bazeilles. I første omgang havde den franske kommandant Auguste Ducrot beordret tilbagetrækning fra La Moncelle, men General de Wimpffen gav kontraordre og kastede sine tropper mod sachserne. Dette skabte fornyet samling af de franske styrker, som pressede sachserne og bayerne tilbage. Da Bazeilles var faldet og en frisk bølge af preussiske tropper ankom faldt det fransk modangreb dog sammen.
Det preussiske artilleris heftige bombardement og nye preussiske angreb fra nordvest og vest drev den franske hær ind i skoven Bois de la Garenne, hvor den omringet med middagstid. Det franske kavaleri foretog tre desperate angreb på et preussisk korps i landsbyen Floing, kommandanten Marguerite blev dræbt under det første angreb, og de to følgende medførte ikke andet end hårde tab.

## Afslutning og efterspil
Henimod aften stod det klart for Napoleon 3. at enhver tanke om at bryde ud var håbløs, og han beordrede alle angreb indstillet. Franskmændene havde mistet over 17.000 mand, der enten var døde eller sårede, og 21.000 var allerede blevet taget til fange. Preusserne rapporterede at 2.320 var blevet dræbt, 5.980 såret og 700 var savnede.

Den næste dag beordrede Napoleon 3. at det hvide flag blev hejst og han overgav sig selv sammen med hele Châlons-arméen til Moltke og den preussiske konge. Tilfangetagelsen af den franske kejser betød at der nu ikke var en fransk regering som kunne indlede fredsforhandlinger. Da nyheden om det fatale nederlag nåede Paris to dage senere, blev monarkiet omstyrtet og en provisorisk regering indsat. Denne nye franske regering fortsatte krigen i endnu fem måneder i håb om at vende krigslykken. 
Nederlaget ved Sedan og tilfangetagelsen af Napoleon 3. var et tab Frankrig ikke kunne overkomme, og det endelige nederlag var derfor uundgåeligt. Napoleon 3. selv var nødt til at gå i eksil i England, mens de tyske hære rykkede videre mod Paris.
I 1873 var Napoleon 3.’s sidste ord på sit dødsleje til sin ven Henri Conneau:
-"Henri, var du der ved Sedan?" (Henri, étais-tu à Sedan?)
-"Ja, deres majestæt" (Oui, Sire)
-"Vi var ikke kujoner ved Sedan vel?" (N'est-ce pas que nous n'avons pas été des lâches à Sedan?)
Kort efter døde han.

## References
1. ↑  "Napoléon III, Pierre Milza, Perrin edition, 2004". Arkiveret fra originalen 28. juli 2017. Hentet 10. december 2007.
2. ↑  "Napoleon.org". Arkiveret fra originalen 13. januar 2016. Hentet 10. december 2007.

## Eksterne link
- Article on the Battle of Sedan at 'Battlefields Europe' Arkiveret 31. januar 2008 hos  Wayback Machine

49°42′00″N 4°56′40″Ø / 49.70000°N 4.94444°Ø